# Niederbarnimer Eisenbahn

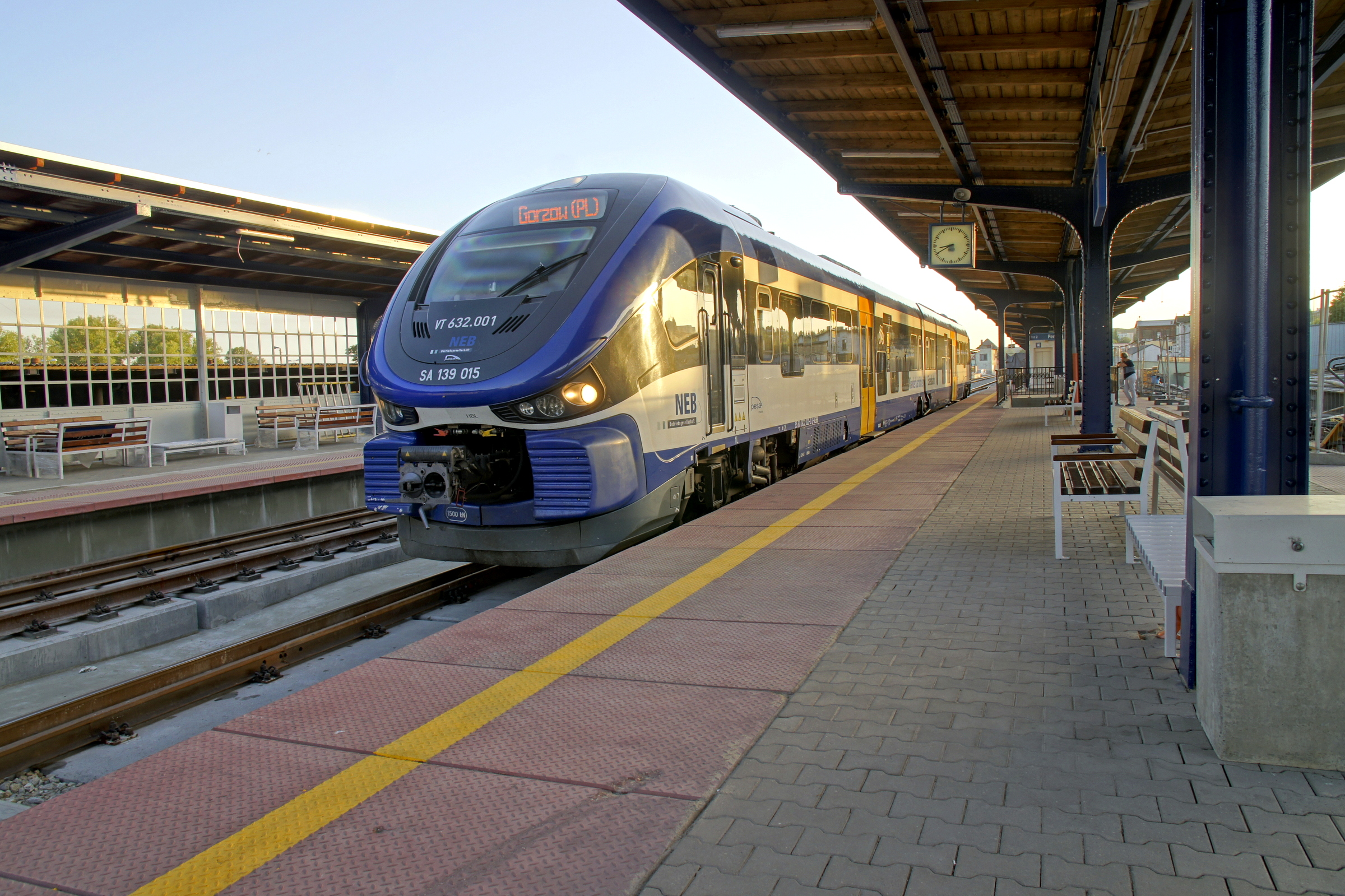
Pojazd NEB na stacji w Gorzowie Wielkopolskim (2019)

Niederbarnimer Eisenbahn (oznaczenie literowe: NEB) – niemiecki przewoźnik kolejowy obsługujący regionalne połączenia na liniach niezelektryfikowanych na terenie Berlina oraz Brandenburgii. Spółka obsługuje także połączenia transgraniczne do Kostrzyna oraz Gorzowa Wielkopolskiego.
Spółka należy w 66,92% do przedsiębiorstwa Industriebahn-Gesellschaft Berlin GmbH, które jest własnością Captrain Deutschland oraz Berliner Hafen- und Lagerhausgesellschaft mbH. Pozostałe udziały należą do lokalnych samorządów, w tym 6% do Brandenburgii.

## Historia
W 1900 r. lokalne samorządy Brandenburgii założyły spółkę kolejową o nazwie Reinickendorf-Liebenwalder-Groß-Schönebecker Eisenbahn AG, która od 1901 r. obsługiwała połączenia na trasie z Berlin-Wilhelmsruh do Liebenwalde oraz do Groß Schönebeck. W 1925 r. otwarto linię kolejową Industriebahn Tegel–Friedrichsfelde, która również weszła w skład tego przedsiębiorstwa. W 1927 r. zmieniono jego nazwę na Niederbarnimer Eisenbahn AG.
W 1943 r. struktura własnościowa NEB prezentowała się następująco:
- miasto Berlin – 67%
- Powiat Niederbarnim – 26%
- kraj związkowy Brandenburgia – 6%
- inne gminy – 1%.

Po II wojnie światowej i okupacji, a później podziale Niemiec, część sieci kolejowej wchodzącej w skład NEB została rozebrana przez wojska radzieckie, większość z pozostałej części linii została natomiast w granicach NRD. Część linii znalazła się jednak w granicach RFN, stąd połączenia na liniach transgranicznych zawieszono. W 1950 r. spółkę wcielono do Deutsche Reichsbahn, która przejęła połączenia na odcinkach w granicach NRD.
Po zjednoczeniu Niemiec, cała sieć dawnej Niederbarnimer Eisenbahn została ponownie połączona. W 1993 r. ponownie uruchomione zostały połączenia towarowe na trasie między Wilhelmsruh i Basdorf. W 1998 r., po zakończeniu fuzji spółek kolejowych Niemiec Wschodnich i Zachodnich, z Deutsche Bahn wydzielona została ponownie spółka Niederbarnimer Eisenbahn. W 2000 r. NEB zakupiła linie kolejowe Karow – Basdorf oraz Wensickendorf – Schmachtenhagen. W 2004 r. NEB wygrała przetarg organizowany przez Brandenburgię na obsługę połączeń na tzw. Heidekrautbahn, tzn. na trasie z Groß Schönebeck do Berlin-Wilhelmsruh. Do obsługi pociągów powołano spółkę-córkę NEB Betriebsgesellschaft mbH. Do obsługi połączeń skierowano spalinowy zespół trakcyjny Bombardier Talent (BR 643) oraz wagony silnikowe Stadler Regio-Shuttle RS1 (BR 632).
Niederbarnimer Eisenbahn startowała także w innych przetargach na obsługę połączeń na trasach niezelektryfikowanych organizowanych przez Brandenburgię i VBB, powiększając swoją sieć połączeń o trasy przebiegające przez odcinki infrastruktury nienależące do NEB. W związku z tym w latach 2005–2008 zakupiono 11 składów typu Bombardier Talent. W 2006 r. NEB przejęła od DB Regio obsługę połączenia transgranicznego Berlin-Lichtenberg – Kostrzyn.
W 2013 r. NEB podpisała umowę z Pesą Bydgoszcz SA na dostawę 9 spalinowych zespołów trakcyjnych z rodziny Pesa Link – 7 dwuczłonowych i 2 trójczłonowych. W 2015 r. wszystkie 9 pojazdów było gotowych, lecz homologacja została wydana przez Eisenbahn-Bundesamt jedynie na pojazdy w wersji dwuczłonowej, a termin wydania jej na pojazdy trójczłonowe był nieznany, stąd przewoźnik zdecydował się na zmianę kontraktu na 11 dwuczłonowych pojazdów. Oficjalna prezentacja pierwszego Linka odbyła się w czerwcu 2016. Pojazdy skierowano na trasę do Kostrzyna, a później także na nowo powstałe połączenie Berlina z Gorzowem Wielkopolskim. Zostało ono wprowadzone od rozkładu jazdy 2016/2017 i jest współfinansowane przez stronę polską na mocy umowy pomiędzy NEB a Przewozami Regionalnymi.

## Przewozy
Niederbarnimer Eisenbahn świadczy od grudnia 2005 r. usługi przewozowe poprzez spółkę-córkę NEB Betriebsgesellschaft mbH. Spółka jest członkiem Verkehrsverbund Berlin-Brandenburg, a w pociągach są honorowane bilety VBB. Obsługiwane połączenia przebiegają przez teren Brandenburgii, a także łączą ten kraj związkowy z Berlinem oraz z terytorium Polski na trasie do Kostrzyna.
| Linia | Relacja | Obsługa od |
| ----- | --- | ---------- |
| RB12  | Berlin Ostkreuz – Berlin-Lichtenberg – Oranienburg – Löwenberg (Mark) – Templin Stadt                                                                              | 2015       |
| RB25  | Berlin Ostkreuz – Berlin-Lichtenberg – Ahrensfelde – Werneuchen | 2014       |
| RB26  | Berlin Ostkreuz – Berlin-Lichtenberg – Strausberg – Werbig – Küstrin-Kietz – Kostrzyn – Witnica – Gorzów Wielkopolski                                              | 2006       |
| RB27  | (Berlin-Gesundbrunnen –) Berlin-Karow – Basdorf – Wensickendorf – Schmachtenhagen (Berlin-Gesundbrunnen –) Berlin-Karow – Basdorf – Klosterfelde – Groß Schönebeck | 2005       |
| RB35  | Fürstenwalde (Spree) – Bad Saarow Klinikum | 2014       |
| RB36  | Königs Wusterhausen – Beeskow – Frankfurt (Oder) | 2014       |
| RB54  | Berlin-Lichtenberg – Löwenberg (Mark) – Herzberg (Mark) – Rheinsberg (Mark)                                                                                        | 2015       |
| RB60  | Eberswalde Hbf – Wriezen – Werbig – Frankfurt (Oder) | 2014       |
| RB61  | Angermünde – Schwedt (Oder) | 2014       |
| RB62  | Prenzlau – Angermünde – Eberswalde Hbf | 2014       |
| RB63  | Eberswalde Hbf – Joachimsthal – Templin Stadt | 2014       |

Źródło:

## Tabor
| Typ                      | Producent                 | Lata produkcji            | Liczba sztuk | Obsługiwane trasy                        | Zdjęcie |                     |
| ------------------------ | ------------------------- | ------------------------- | ------------ | ---------------------------------------- | ------- | ------------------- |
| BR 650 Regio-Shuttle RS1 | Stadler Rail              | 2000 (modernizacja: 2014) | 15           | RB35, RB36, RB54, RB60, RB61, RB62, RB63 |         | [ 13 ] [ 11 ]       |
| BR 643 Talent            | Bombardier Transportation | 2000, 2005–2006           | 11           | RB12, RB25, RB26, RB27                   |         | [ 13 ] [ 11 ]       |
| BR 632 Link              | Pesa                      | 2015–2018                 | 11           | RB26                                     |         | [ 13 ] [ 5 ] [ 11 ] |